# Frontal de altar de Baltarga
El frontal de altar de Baltarga es una pintura sobre tabla que adornaba la iglesia de Sant Andreu de Baltarga y que actualmente se encuentra depositado en el MNAC. La obra fue adquirida por la Junta de Museos en 1911.

## Descripción
En el centro del frontal aparece una figura de Maiestas Domini donde Cristo bendice con la mano derecha y sostiene un libro en la izquierda, con la tierra como escabel a sus pies. Está rodeada por tetramorfo. En los laterales aparecen María, madre de Jesús y algunos apóstoles –Juan, Andrés, Santiago, Felipe y Tomás, debidamente identificados por los nombres inscritos en vertical– y el último cuadrante una crucifixión.

## Análisis
Esta pintura presenta rasgos de arte bizantino, sobre todo en el tratamiento de los rostros, que la han relacionado con el altar de Sant Genís les Fonts (desaparecido) y firmado por Magister Alexander –de ahí que se supone que es el autor de esta obra no firmada–. Destaca también su policromía, basada en el contraste de colores vivos.
La simbología es la habitual que suelen mostrar estas pinturas del románico. Cristo lleva una capa roja, color del poder, de la realeza, y que le representa en todo su esplendor, sobre un trono que domina el mundo. Los apóstoles portan en la mano libros, probablemente las Escrituras, y los rostros se presentan de frente o ladeados. En el cuadrante inferior aparece el martirio de Andrés el apóstol, a quien está consagrada la iglesia de la que proviene la pintura, aunque la cruz es ordinaria y no en forma de aspa como será usual en la iconografía de años posteriores.